# Легіон святого Іштвана
Батальйон «Легіон святого Іштвана» — незаконне збройне формування, яке під час війни на Донбасі воювало на боці проросійських збройних угруповань, перебувало в підпорядкуванні терористичної організації «Донецька народна республіка». Формування складалося із закарпатських сепаратистів, переважно з угорців і "карпато-русинів", прихильників й членів угорської ультраправої партії Йоббік.

## Історія
"Добровольчий батальйон" «Легіон святого Іштвана» був сформований 4 квітня 2014 року за підтримки угорської ультраправої проросійської партії Йоббік, більшою частиною цього незаконного збройного формування були закарпатські угорські сепаратисти, які прагнуть відокремлення Закарпатської області від України та приєднання її до Угорщини.
2 вересня 2014 року Збройні сили України ліквідували у м. Луганськ угорського найманця, а також учасника бандформування «Легіон святого Іштвана» і члена партії Йоббік - Володимира Селеша.  
На думку українського громадського активіста та керівника ГО "Права справа" Дмитра Снєгирьова одним із можливих фінансистів "легіону" може бути закарпатський сепаратист, глава сепаратистського незаконного утворення автономної, чи незалежної держави «Республіка Підкарпатська Русь» — Петро Гецко.

## Структура
- Батальйон «Московія» (тилова підтримка)[5].